# Atsinština
Atsinština (anglicky Atsina nebo Gros Ventre) je vysoce ohrožený indiánský jazyk, jímž hovoří asi 10 lidí, kteří žijí v rezervaci Fort Belknap na severu amerického státu Montana. Poslední osoba plynule hovořící atsinsky zemřela roku 1981. Ostatní Atsinové mluví jen anglicky. Atsinština je velmi blízká arapažštině, není zcela jasné, zda se jedná o jazyk, nebo pouze o arapažské nářečí.

## Slovní zásoba
Jak už bylo zmíněno výše, atsinská slova se v mnohém podobají arapažským. 
| Atsinsky   | Arapažsky  | Česky  |
| ---------- | ---------- | ------ |
| Ebis       | hébes      | bobr   |
| Tsi-Sick   | síísiic    | kachna |
| Si-Si-Yah  | síísííyei  | had    |
| Bay-Da     | bétee      | srdce  |
| Ee-Seze    | hiisíís    | slunce |
| Be-Go-Sese | biikousíís | měsíc  |
| Eee        | hiií       | sníh   |

## Výslovnost
Výslovnost se liší v závislosti na pohlaví mluvčího, proto se v souvislosti s tímto jevem používají termíny mužské a ženské nářečí.